# Smart TV
Smart TV (в переводе с англ. — «умное телевидение») — это традиционный телевизор с интегрированным интернетом и интерактивными функциями, которые позволяют пользователям получать музыку и видео, просматривать веб-сайты и фотографии. Телевизоры Smart TV — это технологическое слияние компьютеров, телевизоров и цифровых медиаплееров.
Помимо традиционных функций телевизоров, обеспечиваемых традиционными средствами вещания, эти устройства могут предоставлять доступ к дополнительным медиауслугам, таким как стриминговые сервисы и интернет-радио, а также доступ к домашней сети.
В Smart TV операционная система предварительно загружается в прошивку телевизора, что обеспечивает доступ к приложениям и другому цифровому контенту. В отличие от этого, традиционные телевизоры выполняют в основном функции дисплеев. Программные приложения могут быть предварительно загружены в устройство, обновляться или устанавливаться по требованию через магазин приложений, аналогично тому, как приложения интегрируются в современные смартфоны.

## Определение
Устройство Smart TV — это либо телевизор со встроенными возможностями интернета, либо телевизионная приставка, которая обладает более продвинутыми вычислительными возможностями и сетевыми возможностями, чем современный базовый телевизор. Телевизоры Smart TV можно рассматривать как информационное устройство или компьютерную систему, интегрированную в телевизионный блок. Как таковой, телевизор Smart TV часто позволяет пользователю устанавливать и запускать более продвинутые приложения, основанные на определенной платформе. Телевизоры Smart TV работают под управлением полноценной операционной системы или программного обеспечения мобильной операционной системы, предоставляя платформу для разработчиков приложений.
Платформы Smart TV или промежуточное ПО имеют публичный SDK и/или нативный комплект разработки (NDK), чтобы сторонние разработчики могли создавать для них приложения, и магазин приложений, чтобы конечные пользователи могли сами устанавливать и удалять приложения.

## История
В начале 1980-х годов в Японии были представлены «интеллектуальные» телевизионные приемники. Добавление в телевизионный приемник микросхемы LSI с памятью и генератором символов позволило японским зрителям получать смесь программ и информации, передаваемых по свободным линиям широковещательного телевизионного сигнала. В 1994 году был подан патент (и продлен в следующем году) на «интеллектуальную» телевизионную систему, связанную с системами обработки данных посредством цифровой или аналоговой сети. Помимо связи с сетями передачи данных, ключевым моментом является ее способность автоматически загружать необходимые программные процедуры в соответствии с запросом пользователя и обрабатывать его потребности.
В 1997 году Microsoft приобрела MSN TV (и WebTV совместно с Dish Network). Недостатком было, то, что нельзя было установить новые приложения. В 1990-е было мало пользователей интернета, а быстрый широкополосный интернет был дорогой. MSN TV просуществовал до 2013 года.
В 1999 году появились сервисы TiVo и ReplayTV, представлявшие собой цифровой видеомагнитофон со встроенным жёстким диском, который записывал выбранные передачи и позволял просматривать их в удобное пользователю время. Эти сервисы существуют и в настоящее время.
Массовое принятие цифрового телевидения в середине-конце 2000-х и начале 2010-х годов значительно улучшило телевизоры Smart TV. Крупнейшие производители телевизоров объявили о выпуске телевизоров Smart TV для своих телевизоров среднего и высокого класса в 2015 году. В конце 2010-х годов телевизоры Smart TV стали доминирующей формой телевидения. По оценкам специалистов, в 2010 году функциями Smart TV было снабжено 40 % плоскопанельных телевизоров, в 2011 году — 90 %. В начале 2016 года компания Nielsen сообщила, что 29 процентов людей с доходом более 75 000 долларов в год имеют телевизор с функцией Smart TV.

## Технология
Концепция Smart TV дополняется программным обеспечением, таким, как Google TV и XBMC. Технология активно освещается в СМИ, а также стимулирует производителей техники, таких, как Samsung, Sony, LG и других к разработке продуктов с функциями поиска, установки приложений (также доступных через онлайн-магазины), поддержкой интерактивных СМИ, персонализированного общения, а также социальных медиа.
Основной задачей, которую решают производители, это удобство работы с сетевыми ресурсами с помощью пультов ДУ. Для решения этой задачи разрабатываются специализированные пульты ДУ, совмещающие в себе функции собственно ТВ-пульта и джойстика/компьютерной мыши, например — Magic Remote  от LG.
Вторая непростая задача — это работа с контентом. Обеспечить платформам качественный контент оказалось не просто, ведь они оказываются прямыми конкурентами телеканалов. Так, один из самых известных сейчас сервисов, GoogleTV столкнулся в США с отказами крупных телесетей предоставлять ему контент.
Также телевизоры с функцией Smart TV в большинстве случаев поддерживают внешние Wi-Fi адаптеры, предоставляющие беспроводной доступ к сети Интернет.

### Операционная система
По состоянию на 2015 год доступно множество мобильных операционных систем, и в то время как большинство из них ориентированы на смартфоны, неттопы и планшетный компьютер, некоторые также поддерживают технологию Smart TV или же были разработаны специально для неё. Чаще всего Smart TV работают на базе операционных систем на базе Linux и Android TV.

### Социальные сети
Ряд Smart TV-платформ изначально поддерживает или допускает подключение социальных сетевых функций, при помощи которых пользователи могут как выбирать обновления, так и размещать свои собственные в существующих социальных сетях. При постоянно растущей роли социальных сетей и записей пользователей их синхронизация со Smart TV и платформой HTPC может значительно усовершенствовать интерактивность телевизионного эфира, одновременно улучшив визуальные аспекты работы с компьютером.

## Российский рынок SMART TV
Сейчас на российском рынке их существует несколько видов:
- VoD
- Интернет-телевидение или OTT (англ. over the top) — технология, когда видеоконтент доставляется любому пользователю Интернет напрямую через протокол HTTP, потоковое медиаконтент по запросу (англ. on-demand streaming media) и в меньшей степени — для поддержки традиционных медиаустройств, таких как телевизоры и ресиверы предыдущего поколения[21][22].

Темпы прироста рынка Smart TV в 2011 году более чем в 6 раз превысили аналогичный показатель рынка традиционных телевизоров.
По результатам опроса Ipsos Comcon, проведённого в марте 2016 года, количество российских пользователей, выходящих в интернет с помощью Smart TV, выросло до 38 %.

## Критика
Smart TV некоторых производителей могут следить за пользователями, в том числе в целях таргетинговой рекламы. Например, телевизоры от LG отправляют на сайт производителя информацию о переключении каналов, а также имена файлов, записанных на подключаемых к телевизору носителях информации. Пункт для отключения слежки в меню телевизора на самом деле не отключает её.
Многие предпочитают использовать в связке с телевизором недорогие, но достаточно функциональные ТВ-приставки на ОС Android или ноутбук или персональный компьютер.